# Alain Krivine

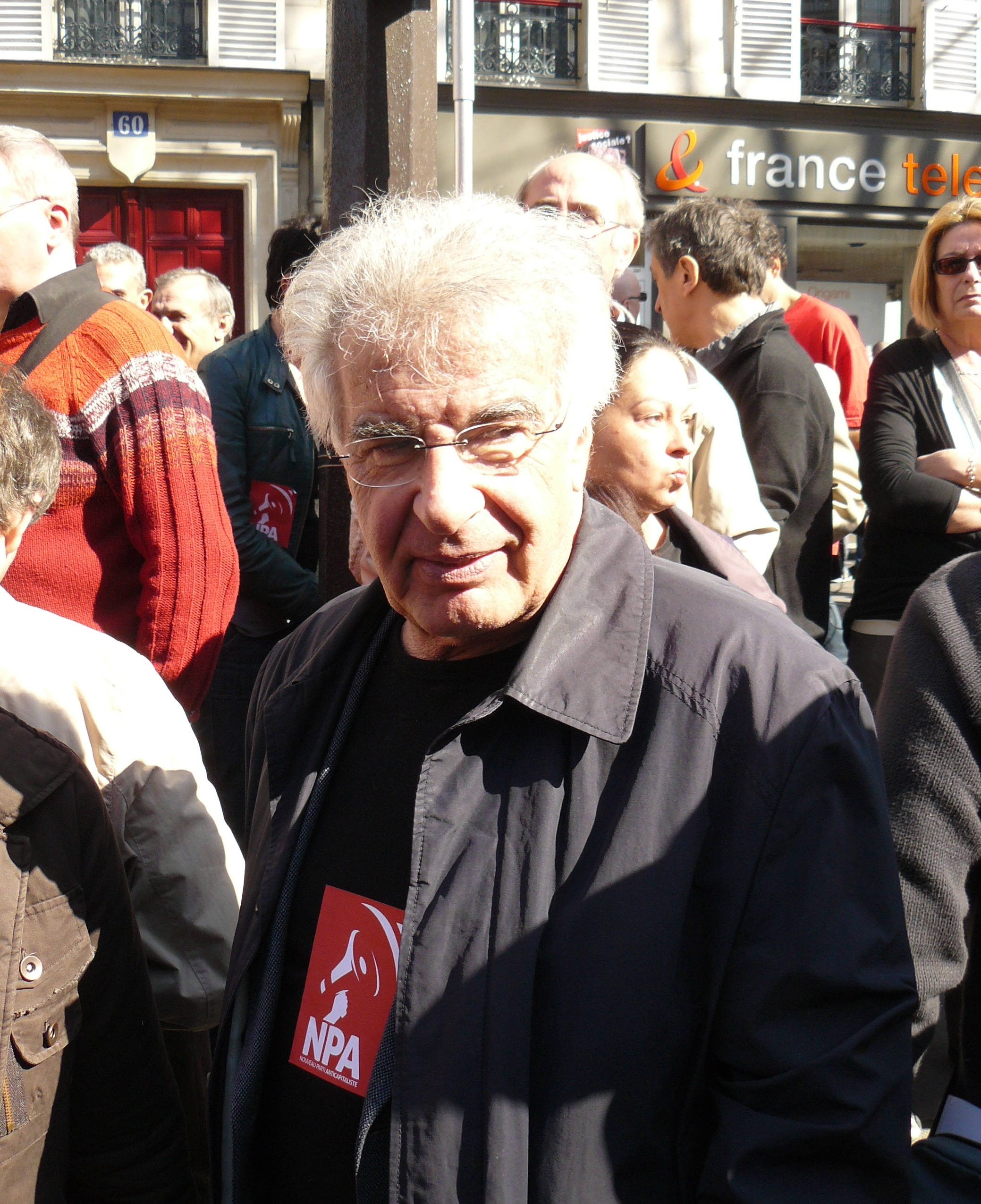
Alain Krivine na demonstraci v Paříži v roce 2009

Alain Krivine (10. července 1941 Paříž – 12. března 2022 Paříž) byl francouzský trockistický politik, člen vedení Nové antikapitalistické strany a Čtvrté internacionály.
Pocházel z rodiny židovských přistěhovalců z Ukrajiny, jeho bratrancem je dirigent Emmanuel Krivine. Jako student historie vstoupil do Francouzské komunistické strany, angažoval se v protestech proti válce v Alžírsku a ve Vietnamu. V roce 1966 vystoupil z komunistické strany a jeho názory se posunuly k radikálnímu trockismu, patřil k hlavním organizátorům květnových nepokojů 1968, po potlačení vzpoury byl krátce vězněn. Působil v redakci krajně levicového týdeníku Rouge, kandidoval v prezidentských volbách v roce 1969 (1,1 % hlasů) a 1974 (0,4 % hlasů). Patřil k zakladatelům Revoluční komunistické ligy, v letech 1999 až 2004 byl poslancem Evropského parlamentu zvoleným na kandidátce Lutte ouvrière.